# Cratere Chu Ta
Chu Ta è un cratere d'impatto presente sulla superficie di Mercurio, a 2,02° di latitudine nord e 105,66° di longitudine ovest. Il suo diametro è pari a 100 km.
Il cratere è dedicato al pittore cinese Chu Ta vissuto nel XVII secolo.